# Rudnicki Las Haliński
Rudnicki Las Haliński, Las Rudnicki (lit. Girininkai) – wieś na Litwie, w okręgu wileńskim, w rejonie wileńskim, w gminie Mariampol, przy linii kolejowej Wilno – Stasiły.

## Historia
W dwudziestoleciu międzywojennym osada leżąca w Polsce, w województwie wileńskim, w powiecie wileńsko-trockim, w gminie Soleczniki. W 1931 miejscowość liczyła 167 mieszkańców, zamieszkałych w 34 budynkach.
Po II wojnie światowej w granicach Związku Sowieckiego. Od 1991 na niepodległej Litwie.